# Wentworth Point
Wentworth Point est une ville-banlieue australienne de l'agglomération de Sydney, située dans la zone d'administration locale de Parramatta en Nouvelle-Galles du Sud.
Wentworth Point se trouve à environ 16 km à l'ouest du centre-ville de Sydney.
À partir de 1906, elle fait partie du conseil d'Auburn, dissous en 2016, avant d'être rattachée à la ville de Parramatta.

## Démographie
| 2016  | 2021   |
| ----- | ------ |
| 6 994 | 12 703 |